# Tours Aillaud
Las Tours Aillaud (anteriormente conocida como Tours Nuages) son un complejo inmobiliario ubicado en Nanterre, en el distrito de Pablo-Picasso, en las afueras de París, Francia.
Construidas en 1977 sobre los planos de Émile Aillaud, las torres Aillaud están compuestas de 18 torres de viviendas formando 1.607 pisos.
Cada una de las torres es formada de varios cilindros juntados.